# Carl Christoph Göbel

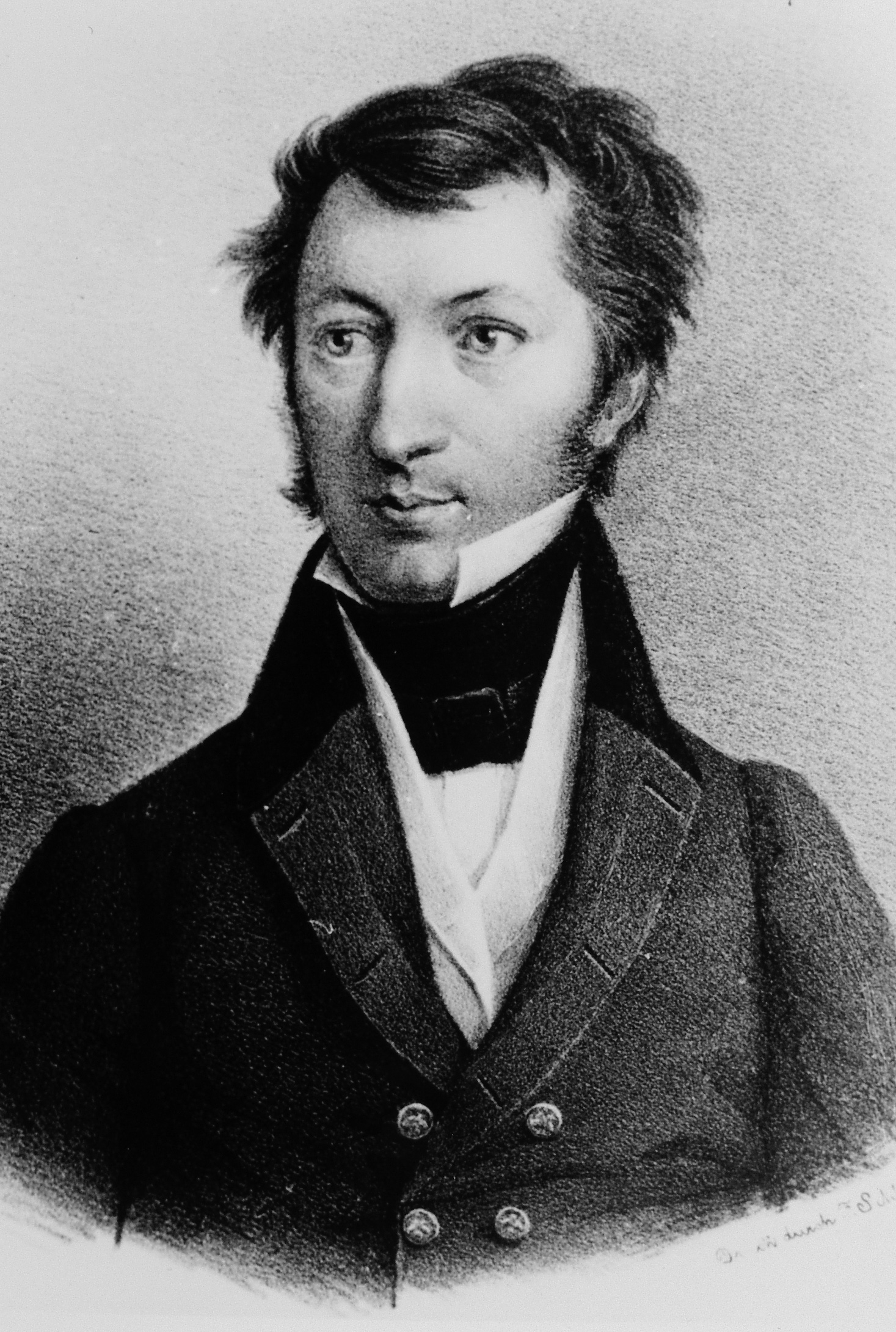
Carl Christoph Göbel

Carl Christoph Göbel (em alemão: Carl Christoph Traugott Friedemann Göbel) (21 de fevereiro de 1794, Niederroßla - 26 de maio de 1851, Dorpat) foi um farmacêutico e químico alemão.
Após o treinamento em um boticário em Eisenach, ele estudou farmácia na Universidade de Jena (desde 1813). Em 1821 foi nomeado chefe da farmácia da universidade. Em 1824 ele se tornou professor em Jena, seguido por uma cátedra de química e física na Universidade de Dorpat (1828).
O gênero botânico Goebelia Bunge ex Boiss. 1872 (família Leguminosae) comemora seu nome.

## Publicações
- Grundlinien der pharmaceutischen Chemie und Stöchiometrie, 1821, terceira edição 1840 – Fundamentos de química farmacêutica e estequiometria.
- Arzneimittel-Prüfungslehre, oder Anleitung zur Prüfe, 1824, segunda edição 1833 – Doutrina dos testes de drogas, etc.
- Pharmaceutische Waarenkunde mit illuminierten Kupfern, (com Gustav Kunze, Ernst Schenk), 1827–34, dois volumes.
- Reise in die Steppen des südlichen Rußlands : unternommen von Goebel in Begleitung C. Claus u. A. Bergmann, 1838, dois volumes. – Viagem às estepes do sul da Rússia; empreendido por Goebel em acompanhamento com Karl Ernst Claus e A. Bergmann.
- Das Seebad bei Pernau an der Ostsee, 1845 – A estância balnear de Pärnu , no Mar Báltico.
- Die Grundlehren der Pharmacie, 1843–47, four volumes. – Instrução básica de farmácia.
- Agriculturchemie für Vorträge auf Universitaten und landwirtschaftlichen Lehranstalten, 1850. – Química agrícola para palestras em universidades e escolas agrícolas.[3]